# Xã Liberty, Quận Ouachita, Arkansas
Xã Liberty (tiếng Anh: Liberty Township) là một xã thuộc quận Ouachita, tiểu bang Arkansas, Hoa Kỳ. Năm 2010, dân số của xã này là 67 người.